# ENCE
ENCE (раніше ENCE eSports ) — це фінська кіберспортивна організація, заснована в 2013 році і є найпопулярнішою кіберспортивною організацією у Фінляндії. Вони представляють переважно фінські активні списки в Counter-Strike 2, Hearthstone, PLAYERUNKNOWN'S BATTLEGROUNDS і StarCraft II.

## CS 2
| Країна         | Нік            | Повне ім'я               |
| Основний склад | Основний склад | Основний склад           |
| -------------- | -------------- | ------------------------ |
| Україна        | sdy            | Віктор Оруджев (Капітан) |
| Фінляндія      | podi           | Пааво Хейсканен (Авапер) |
| Швейцарія      | rigoN          | Рігон Гаші (Ріфлер)      |
| Фінляндія      | myltsi         | Вілле Вількман(ріфлер)   |
| Франція        | Neityu         | Ріан Абрі (Ріфлер)       |
| Тренер         |                |                          |
| Німеччина      | enkay J        | Ніклас Крумхорн          |

## PUBG
| Країна         | Нік            | Повне ім'я      |
| Основний склад | Основний склад | Основний склад  |
| -------------- | -------------- | --------------- |
| Фінляндія      | Rustanmar      | Міро Руотсі     |
| Фінляндія      | SKUIJKE        | Саку Саякоскі   |
| Фінляндія      | Tiikzu         | Оллі Саарікоскі |
| Фінляндія      | NOOKIE         | Йоона Нерванен  |